# Mitwaba (territoire)
Le territoire de Mitwaba est une entité déconcentrée de la province du Haut-Katanga en république démocratique du Congo. Les ressources minières de la région en ont fait la réputation. Les combats font maintenant[Quand ?] rage entre les FARDC et les hommes de Gédéon.

## Commune
Le territoire compte une commune rurale de moins de 80 000 électeurs.
- Mitwaba, (7 conseillers municipaux)

## Secteurs et chefferie
Il est divisé en deux secteurs et une chefferie :
- Chefferie Kiona-Ngoy
- Secteur Balomotwa
- Secteur Banweshi

## Localités
- Dilenge
- kakunko
- Kalenge
- kawama
- Kelera
- Kalonga
- kansowe
- Kama
- Kapidi
- kataba
- Kasungeshi
- Kasolwa
- Kayeye
- Key-Sambwe
- Kialwe
- Kibula
- Kifingi
- Kikele
- kingombe
- Kintya
- Kisanji
- Kipanga
- kisele
- katolo
- kwiyongo
- Konga
- Lukonde
- Lugunji
- Lusaka (Mangala)
- Lushinga
- Luswaka
- Mamba
- Mazombwe
- Mazunda
- Mitwaba
- Mubidi
- Mukana
- Mukombwe
- Mume
- Musumadi
- Mwema kapanda
- Mwema kamakumbi
- Nkuswa
- Samba
- Sampwe-Mufunga
- Sumpwa (Musumba)
- Tambo